# Integrationswissenschaft
Der Begriff der Integrationswissenschaft umschreibt eine Wissenschaftsrichtung, die sich aus unterschiedlichen Teilbereichen anderer zumeist „klassischer“ Wissenschaften zusammensetzt, bzw. diese in ihre Forschungsarbeit als „Hilfswissenschaften“ integriert. Integrationswissenschaften werden im Allgemeinen häufig auch als transdisziplinär (fächerübergreifend) ausgerichtete wissenschaftliche Fachrichtungen bezeichnet.

## Beispiele
Typische Beispiele für Integrationswissenschaften sind etwa Humanethologie, Nachhaltigkeitswissenschaft, Politikwissenschaft, Betriebswirtschaftslehre, Kommunikationswissenschaft, Sportwissenschaft oder auch Religionswissenschaften.

### Beispiel Politikwissenschaft
Die Politikwissenschaft gilt als eine typische, weil auf Teilen ganz verschiedener wissenschaftlicher Fachrichtungen aufbauende Integrationswissenschaft. So kommen Grundlagen der klassischen Wirtschaftswissenschaft etwa in der Politischen Ökonomie, juristische Fachtermini in der Verbindung von Recht und Politik oder die Philosophie in der Politischen Ideengeschichte zur Anwendung. Derartige Querverbindungen zu anderen Disziplinen sind geradezu elementar für das umfassende Verständnis dieser oftmals komplexen, die gesellschaftlichen Verhältnisse analysierenden sozialwissenschaftlichen Fachrichtung.